# André Dussollier

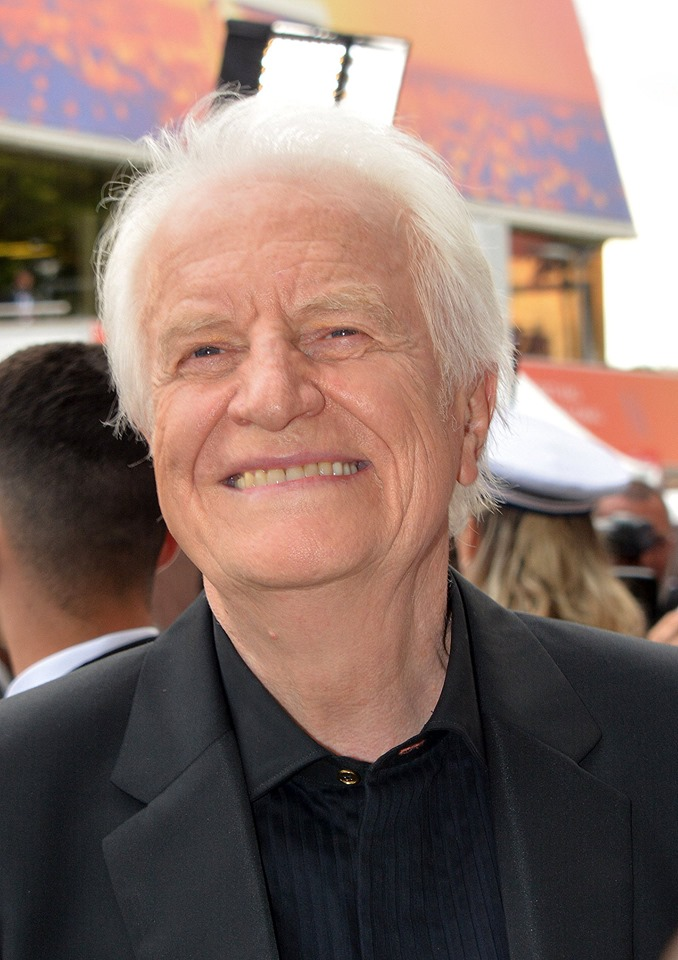
André Dussollier in Cannes 2019

André Claude Dussollier (* 17. Februar 1946 in Annecy) ist ein französischer Schauspieler.

## Leben und Wirken
Nach einem mit Auszeichnung bestandenen Literaturstudium in Grenoble, das er auf Wunsch der Eltern absolvierte – nebenbei spielte er schon an der Universität Theater; seinen ersten Auftritt hatte er mit zehn Jahren im Schultheater –, entschied sich André Dussollier mit 23 Jahren für eine Schauspielerkarriere in Paris. Auf dem Konservatorium erhielt er den ersten Preis (mit Francis Perrin). 1972 wurde er „Pensionär“ der Comédie-Française, die er jedoch ein paar Jahre später zugunsten von Film und Fernsehen verließ. Im gleichen Jahr hatte er sein Filmdebüt in dem Film Ein schönes Mädchen wie ich von François Truffaut (mit Bernadette Lafont), der ihn in Büchners Leonce und Lena sah. Im Jahr 1973 spielte in Ein Leben lang von Claude Lelouch (an der Seite von Marthe Keller). Insbesondere die Rolle des Verführers übernahm er auch in anderen Filmen von Nouvelle-Vague-Regisseuren wie Jacques Rivette (Theater der Liebe, 1985), Éric Rohmer (z. B. Perceval le Gallois 1978, Die schöne Hochzeit, 1982) und Claude Chabrol (Alice, 1977).
Im Jahr 1982 arbeitete er zum ersten Mal mit Alain Resnais (Das Leben ist ein Roman sowie 1984 Liebe bis in den Tod) – der Beginn einer langjährigen Zusammenarbeit. 1985 hatte er einen großen Publikumserfolg mit Coline Serreaus Komödie Drei Männer und ein Baby. Die erste César-Nominierung erhielt er 1987 für seine Rolle in Resnais’ Mélo. Den Preis gewinnen konnte er 1993 für Ein Herz im Winter (1991) von Claude Sautet und 1998 für Resnais’ Das Leben ist ein Chanson als bester Hauptdarsteller sowie zweimal als bester Nebendarsteller, 2001 für Die Offizierskammer von François Dupeyron und 2000 für Ein Sommer auf dem Lande (1999) von Jean Becker. 2002 erhielt er den „Prix Plaisir du Théatre“ für sein Lebenswerk. Heute gilt er sowohl auf der Bühne als auch im Film als einer der angesehensten französischen Schauspieler.
Von 2001 bis 2003 entwarf und interpretierte er Monstres sacrés, sacrés monstres, eine Show mit Texten von Charles Baudelaire, Sacha Guitry, Victor Hugo, Molière und Jacques Prévert. Dafür erhielt er sowohl 2002 als auch 2003 eine Nominierung für den Molière, den wichtigsten französischen Theaterpreis.
Dussollier ist verheiratet und hat zwei Kinder, Léo Dussollier (* 1988) und Giulia Dussollier (* 1993), die ebenfalls als Schauspieler tätig sind.

## Filmografie (Auswahl)
- 1972: Ein schönes Mädchen wie ich (Une belle fille comme moi)
- 1974: Ein Leben lang (Toute une vie)
- 1976: Marie-poupée
- 1977: Alice (Alice ou La dernière fugue)
- 1978: Perceval le Gallois
- 1979: Liebe auf der Flucht (L’amour en fuite)
- 1980: Die Taxifahrerin (Extérieur, nuit)
- 1981: Paradies auf Zeit (Ideiglenes paradicsom)
- 1981: Straße der verlorenen Engel (Les filles de Grenoble)
- 1982: Die schöne Hochzeit (Le beau mariage)
- 1983: Das Leben ist ein Roman (La vie est un roman)
- 1984: Streß (Stress)
- 1984: Liebe bis in den Tod (L’amour à mort)
- 1984: Theater der Liebe (L’amour par terre)
- 1984: Ein Klassemädchen (Just the Way You Are)
- 1985: Les Enfants – Die Kinder (Les enfants)
- 1985: Drei Männer und ein Baby (3 hommes et un couffin)
- 1986: Mélo
- 1988: Frequenz Mord (Fréquence meurtre)
- 1988: Mein Freund, der Verräter (Mon ami le traître)
- 1992: Ein Herz im Winter (Un cœur en hiver)
- 1993: Die kleine Apokalypse (La petite apocalypse)
- 1994: Die kleinen Freuden des Lebens (Aux petits bonheurs)
- 1994: Die Auferstehung des Colonel Chabert (Le colonel Chabert)
- 1995: Belle Époque (TV-Dreiteiler)
- 1997: Das Leben ist ein Chanson (On connaît la chanson)
- 1999: Ein Sommer auf dem Lande (Les enfants du marais)
- 1999: Augustin, Kung-Fu-König (Augustin, roi du kung-fu)
- 2000: Spuren von Blut (Scènes de crimes)
- 2001: Die fabelhafte Welt der Amélie (Le fabuleux destin d’Amélie Poulain, Stimme des Erzählers)
- 2001: Vidocq
- 2001: Tanguy – Der Nesthocker (Tanguy)
- 2003: 18 Jahre später (18 ans après)
- 2003: Ruby & Quentin – Der Killer und die Klette (Tais-toi!)
- 2004: Agents Secrets – Im Fadenkreuz des Todes (Agents secrets)
- 2004: Mathilde – Eine große Liebe (Un long dimanche de fiançailles)
- 2004: 36 tödliche Rivalen (36 Quai des Orfèvres)
- 2005: Lemming
- 2006: (Welt) All inklusive (Un ticket pour l’espace)
- 2006: Herzen (Cœurs)
- 2006: Kein Sterbenswort (Ne le dis à personne)
- 2007: Das Haus der Lerchen (La masseria delle allodole)
- 2007: Ma place au soleil
- 2007: La vérité ou presque
- 2008: Familienaffaire (Affaire de famille)
- 2008: Cortex
- 2008: Le crime est notre affaire
- 2009: Vorsicht Sehnsucht (Les herbes folles)
- 2009: Micmacs – Uns gehört Paris! (Micmacs à tire-larigot)
- 2009: Staatsfeinde – Mord auf höchster Ebene (Une affaire d’état)
- 2011: Mein liebster Alptraum (Mon pire cauchemar)
- 2012: Associés contre le crime: L’œuf d’Ambroise
- 2013: Diven im Ring (Les reines du ring)
- 2014: Aimer, boire et chanter
- 2014: Diplomatie
- 2014: Die Schöne und das Biest (La belle et la bête)
- 2015: Gefährliches Spiel (Le grand jeu)
- 2015: 21 Nächte mit Pattie (Vingt et une nuits avec Pattie)
- 2016: Gemeinsam wohnt man besser (Adopte un veuf)
- 2017: Das ist unser Land! (Chez nous)
- 2018: Wilde Kräuter (Mauvaises herbes)
- 2019: Fourmi
- 2019: Tanguy, le retour
- 2021: Black Box – Gefährliche Wahrheit (Bôite noire)
- 2021: Alles ist gut gegangen (Tout s’est bien passé)
- 2021: Juliette im Bade (Juliette dans son bain)
- 2022: Spiral – Im Strom der Lügen (Le torrent)
- 2023: Mein fabelhaftes Verbrechen (Mon Crime)
- 2024: Liebesbriefe aus Nizza (N’avoue jamais)

## Theaterauftritte (Auswahl)
- 1972: Die Chinesische Mauer von Max Frisch – Regie: Jean-Pierre Miquel, Théâtre de l’Odéon
- 1973: Scapins Streiche (Les Fourberies de Scapin) von Molière – Regie: Jacques Échantillon, Comédie-Française, Festival de Bellac
- 1973: Der Bürger als Edelmann (Le Bourgeois gentilhomme) von Molière – Regie: Jean-Louis Barrault, Comédie-Française
- 1973: Die Kritik der „Schule der Frauen“ (La Critique de l’École des femmes) – Regie: Jean-Laurent Cochet, Comédie-Française
- 1977: Schlafzimmergäste (Bedroom Farce) von Alan Ayckbourn – Regie: Pierre Mondy, Théâtre Montparnasse, Théâtre de la Madeleine
- 1980: L’Aide mémoire von Jean-Claude Carrière – Regie: Yves Bureau, Théâtre Saint-Georges
- 1981: Faisons un rêve von Sacha Guitry – Regie: Jacques Sereys, Théâtre de l’Athénée
- 1982: Betrogen (Betrayal) von Harold Pinter – Regie: Raymond Gérôme, Théâtre Montparnasse
- 1988: Die Möwe (Чайка) von Anton Tschechow – Regie: Andreï Kontchalovski, Théâtre national de l’Odéon
- 1989: Les Caprices de Marianne von Alfred de Musset – Regie: Bernard Murat, Théâtre Montparnasse
- 1989: Der einsame Weg von Arthur Schnitzler – Regie: Luc Bondy, Théâtre Renaud-Barrault
- 1995: Scènes de la vie conjugale nach dem Film Szenen einer Ehe (Scener ur ett äktenskapvon) von Ingmar Bergman – Regie: Rita Russek und Stephan Meldegg, Théâtre de la Madeleine
- 2001–2003: Monstres sacrés, sacrés montres – Show mit Texten von Charles Baudelaire, Sacha Guitry, Victor Hugo, Molière und Jacques Prévert
- 2011: Diplomatie von Cyril Gelym – Regie: Stéphan Meldegg, Théâtre de la Madeleine
- 2014–2019: Novecento von Alessandro Baricco – Regie: André Dussollier, Théâtre du Rond-Point, Théâtre de la Porte Saint-Martin, Théâtre Montparnasse, Tournée

## Auszeichnungen
César

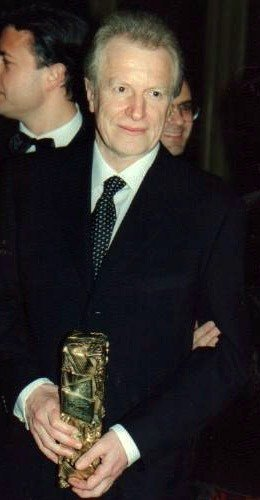
Dussollier bei der César-Verleihung 1998

- 1987: Nominierung in der Kategorie Bester Hauptdarsteller  für Mélo
- 1993: Bester Nebendarsteller für Ein Herz im Winter
- 1998: Bester Hauptdarsteller für Das Leben ist ein Chanson
- 2000: Nominierung in der Kategorie Bester Nebendarsteller für Ein Sommer auf dem Lande
- 2002: Bester Nebendarsteller für Die Offizierskammer
- 2002: Nominierung in der Kategorie Bester Hauptdarsteller für Tanguy – Der Nesthocker
- 2005: Nominierung in der Kategorie Bester Nebendarsteller für 36 tödliche Rivalen
- 2007: Nominierung in der Kategorie Bester Nebendarsteller für Kein Sterbenswort

Magritte
- 2017: Ehrenpreis

Molière
- 1996: Nominierung in der Kategorie Bester Darsteller für Scènes de la vie conjugales
- 2002: Nominierung in der Kategorie Bester Darsteller für Monstres sacrés, sacrés monstres
- 2003: Nominierung in der Kategorie Bester Darsteller für Monstres sacrés, sacrés monstres
- 2011: Nominierung in der Kategorie Bester Darsteller für Diplomatie

Prix Lumières
- 2016: Nominierung in der Kategorie Bester Darsteller für 21 Nächte mit Pattie
- 2022: Nominierung in der Kategorie Bester Darsteller für Alles ist gut gegangen